# Taeniophyllum pusillum
Taeniophyllum pusillum är en orkidéart som först beskrevs av Carl Ludwig von Willdenow, och fick sitt nu gällande namn av Gunnar Seidenfaden och Paul Ormerod. Taeniophyllum pusillum ingår i släktet Taeniophyllum och familjen orkidéer. Inga underarter finns listade i Catalogue of Life.